# Numisià
Numisià (en llatí Numisianus, en grec antic Νουμισιανός, Νουμεσιανός, Νουμησιανός, o Νομισιανός, però la forma més freqüent és la primera) va ser un destacat metge de Corint al que va anar a escoltar Galè, expressament, al tomb de l'any 150 aC. Segons el mateix Galè era el més famós del deixeble de Quint i un dels tutors de Pèlops, i destacava pels seus coneixement en anatomia.
Que se sàpiga només va escriure un comentari sobre els Aforismes d'Hipòcrates. L'esmenta especialment Galè (de Ord. Libror. suor. vol. 19. p. 57, i a de Anat. Admin. 8.2, vol. 2. p. 660, i bk. XIV).